# مفاجأة الانتخابات
مفاجأة الانتخابات (وكذلك مفاجأة ما قبل الانتخابات أو في الولايات المتحدة مفاجأة أكتوبر، حيث تُجرى الانتخابات في في يوم الثلاثاء الأول بعد الاثنين الأول من نوفمبر) هي حدث يقع قبل الانتخابات وينطوى على قيمة صادمة بما يكفي لاستمالة الناخبين في الانتخابات القريبة. وعندما يكون مخططًا لها، فإن مفاجأة الانتخابات قد تكون عملاً من أعمال الدعاية. وعادة ما تصنف مفاجأة الانتخابات في فئات مثل الإرهاب أو فضيحة سياسية إلخ.
قد يكون هناك خلاف حول ما يعتبر مفاجأة انتخابات لعدة أسباب:
- قد يكون هناك خلاف عام حول ما إذا كان الحدث في سؤال أثّر، أو كان المقصود أن يوثر على نتائج الانتخابات، خاصة أن الحدث والانتخابات يمكن أن يحدثا في بلاد مختلفة.
- ربما يكون هناك عدم إجماع على الحزب الذي قد تساعده المفاجأة الانتخابية، أو كان المقصود منها المساعدة.
- يساعد الوزن النسبي للإعلان والقدرة على المباغتة في التمييز بين المفاجآت الانتخابية الحقيقية والأحداث الصغيرة.
- ما يشكل مفاجأة لبعض السكان ربما يكون أمرًا واضحًا لجزء آخر منهم (مثل مجموع الوفيات المتراكمة في نشاط عسكري).
- الدور الذي يمكن أن يلعبه تمثيل الخطاب مثل التعبير عن رأي/بحث. قد لا يشكل الفيلم الوثائقي اختراق الديمقراطية (Hacking Democracy) مفاجأة انتخابات، في حين يمكن أن يكون بيان صادر مثلاً عن أسامة بن لادن مفاجأة.

كذلك، قد تكثر الشائعات من مفاجأت الانتخابات المحتملة قبل الانتخابات.
يمكن استخدام مصطلح «مفاجأة الانتخابات» للدلالة على انتخابات ذات نتائج مفاجئة.

## قائمة بالمفاجأت الانتخابية المحتملة

### الولايات المتحدة
- أكتوبر1980 رهائن السفارة الإيرانية. في أكتوبر عام 1980، وقبل الانتخابات في الولايات المتحدة في 4 نوفمبر 1980، ذهب مديرو حملةرونالد ريغان وليام كيسي ولورانس سيلبرمان وجورج هربرت ووكر بوش إلى باريس في فرنسا وعقدوا سلسلة من الاجتماعات مع المسئوليين الإيرانيين في الفترة بين 15 أكتوبر حتى 20 أكتوبر 1980 لمناقشة مصير 52 رهينة متبقية قبض عليهم داخل السفارة الأمريكية في طهران بإيران في 4 نوفمبر 1979. وافق المسئولون الإيرانيون على عدم الإفرج عن الرهائن قبل يوم الانتخابات في 4 نوفمبر عام 1980 مقابل الحصول على شحنة من إطارات طائرات إف 4 فانتوم الثانية وقطع الغيار الموردة إلى إيران من إسرائيل ما بين 21 أكتوبر و23 أكتوبر 1980 في مخالفة لمقاطعة الولايات المتحدة وانتهاك لـقانون التجارة مع العدو. وأخيرًا، تم الإفراج عن الرهائن وعددهم 52 رهينة بعد 444 يومًا في الأسر في نفس اليوم، ونفس الساعة التي أدى فيها رونالد ريغان اليمين الدستورية في السلطة في 20 يناير عام 1981. وعقد كونغرس الولايات المتحدة في نهاية المطاف جلسة استماع بقيادة لي هاملتون بشأن هذه المسألة والتي تم الإبلاغ عنها في وسائل الإعلام وتعتبر على نطاق واسع هزيمة منكرة حيث لم يُعثر على «دليل موثوق» لربط فريق ريغان بتأخير تحرير الرهائن.[1]
- اعتبرت الدعوة القضائية التي رفعت عام 1976 للقيادة تحت تأثير مسكر على جورج دبليو بوش مفاجأة الانتخابات لتوقيتها المشبوه، بسبب خروجها قبل أسبوع واحد من الانتخابات الرئاسية الأمريكية عام 2000.
- تفجير قطار مدريد في 11 مارس 2004 التي سبقت الانتخابات في إسبانيا في 14 مارس 2004. وأدى هذا إلى هزيمة الحكومة القائمة وأدى فيما بعد إلى الانسحاب الأسباني من العراق.
- وثائق كيليان، هي مجموعة مزورة من الأوراق المقدمة لشبكة سي بي إس نيوز الإخبارية قبل الانتخابات الرئاسية الأمريكية عام 2004 واعتبرت مفاجأة انتخابات نظرًا للتوقيت وقيمة الدعاية السلبية التي سببتها.
- المتحدث الرسمي مارك فولي اعترف بإرسال رسائل فورية واضحة إلى صفحات القصر في 29 سبتمبر 2006 قبل الانتخابات النصفية في الولايات المتحدة في 7 نوفمبر 2006. قال الديمقراطيون أن أعضاء رفيعي المستوى من الحزب الجمهوري في مجلس النواب ربما كانوا على علم بالأحداث.
- تمت إدانة صدام حسين كمذنب بارتكاب جرائم ضد الإنسانية في 5 نوفمبر 2006 التي تسبق الانتخابات النصفية في الولايات المتحدة في 7 نوفمبر 2006.